# Sjambireservoaren
Sjambireservoaren (armeniska: Շամբի ջրամբար: Sjambi dzjrambar) är en reservoar i Armenien. Den ligger i provinsen Siunik, i den sydöstra delen av landet, 160 kilometer sydost om huvudstaden Jerevan. Sjambireservoaren ligger 1 335 meter över havet. Arean är 0,87 kvadratkilometer. Den sträcker sig 1,4 kilometer i nord-sydlig riktning, och 2,0 kilometer i öst-västlig riktning.
Följande samhällen ligger vid Sjambireservoaren:
- Sjamb (443 invånare)

Trakten runt Sjambireservoaren består i huvudsak av gräsmarker. Runt Sjambireservoaren är det ganska glesbefolkat, med 42 invånare per kvadratkilometer.